# Fokker Dr.I
Fokker Dr. I  — триплан, лёгкий манёвренный истребитель конструкции компании Fokker. Стоял на вооружении военно-воздушных сил Германской империи во время Первой мировой войны. Истребитель производился в небольших количествах и имел множество конструктивных недостатков. Стал известен как самолёт, на котором самый результативный пилот Первой мировой войны, лётчик-ас Манфред фон Рихтгофен, получивший прозвище «Красный барон», одержал свои последние 17 побед в воздушных боях.

## Проектирование и разработка
В феврале 1917 года на Западном фронте королевскими военно-воздушным силами Британии стали применяться трипланы английской авиационной компании Sopwith. Голландская авиастроительная компания Fokker ответила на это доработкой недостроенного прототипа биплана в триплан, названный V.4. Самолёт создан в сотрудничестве с известным немецким изобретателем и инженером Хуго Юнкерсом. Прототип имел небольшие размеры, ферменный фюзеляж, сваренный из стальных труб и ротативный двигатель. Первоначальные испытания показали, что управлять V.4 очень тяжело из-за нескомпенсированных элеронов и рулей высоты. Вместо отправки V.4 на дальнейшие испытания был построен новый прототип − V.5. Наиболее значительными изменениями были внедрение роговых аэродинамических компенсаторов на управляющих поверхностях, удлинение консолей крыльев и добавление стоек между ними, что свело к минимуму их изгиб под нагрузкой. 14 июля 1917 года был сделан первый заказ на 20 самолётов, а 11 августа 1917 года прототип V.5 с серийным номером 101/17 был использован для статических испытаний при Адлерсхофе.

## Боевое применение
Fokker выпустил два опытных образца триплана, названные Fokker F.I, которые отличались от самолётов Dr.I небольшим изгибом хвостового оперения. Самолёты с серийными номерами 102/17 и 103/17 были отправлены в Бельгию в августе 1917 года для оценки в боевых условиях.

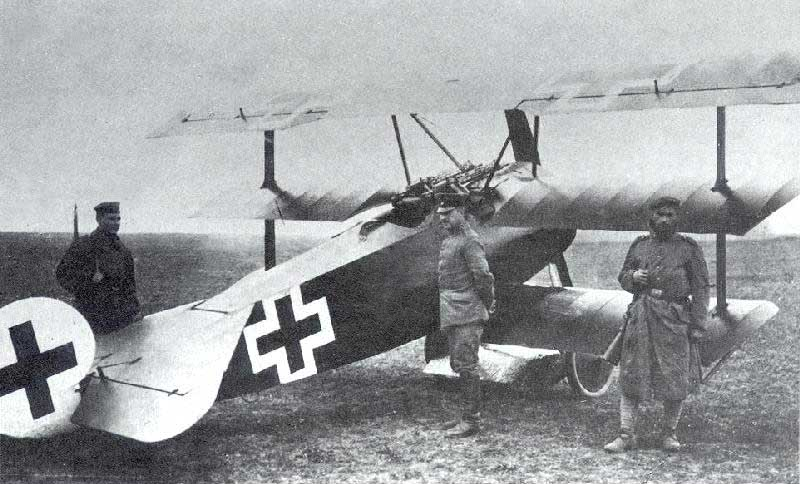
Fokker Dr.I Манфреда фон Рихтгофена

Первый полёт на 102/17 1 сентября 1917 года совершил барон Манфред Альбрехт фон Рихтгофен. В течение двух дней он сбил два вражеских самолёта. Он сообщил командованию военно-воздушными силами, что новый триплан превосходит самолёты Sopwith и рекомендовал максимально быстро перевооружить истребительные эскадрильи новыми самолётами. Тем не менее, 5 сентября 1917 года самолёт 102/17 под управлением обер-лейтенанта Курта Вольфа был сбит британскими Sopwith Camel. 23 сентября в неравном бою против по меньшей мере семи британских самолётов на 103/17 погиб лейтенант Вернер Фосс, сумев, однако, в одиночку повредить почти все противостоявшие ему самолёты противника.
Оставшиеся предсерийные самолёты, получившие обозначение Dr.I, были поставлены в 11-я эскадрилью истребителей (Jagdstaffel 11). 100 серийных самолётов были заказаны инспекцией ВВС Германии в сентябре и ещё 200 — в ноябре 1917 года. Эти самолёты были почти идентичны F.I и отличались лишь спрямленной передней кромкой горизонтального оперения и наличием полозьев на концевых частях нижнего крыла, поскольку самолёт был чрезвычайно труден в управлении на посадке и имел тенденцию к касанию земли крылом земли при пробеге. В октябре самолёты начали поступать в эскадрилью Рихтгофена.
В сравнении с самолётами Albatros и Pfalz, триплан Fokker Dr.I был исключительно манёвренным. Рули направления и высоты были крайне эффективными. Резкие повороты, особенно вправо (гироскопический момент вращающегося ротативного двигателя облегчал повороты в сторону своего вращения и затруднял манёвры в противоположную сторону, что было общей чертой самолётов, оснащённых двигателями такого типа), были любимым тактическим приёмом пилотов на триплане Fokker Dr.I. Однако самолёт был значительно медленнее истребителей стран Антанты того же периода как в горизонтальном полете, так и в пикировании. Хотя скороподъёмность на малых высотах была отличной, скоростные характеристики падали с ростом высоты из-за низкой степени сжатия двигателя, являвшегося лицензионной копией довоенного французского Le Rhône 9J. Ситуация усугублялась хронической нехваткой касторового масла, использовавшегося для смазки ротативных двигателей. Низкое качество выпускавшихся немецкой промышленностью заменителей привело к многочисленным отказам двигателей, особенно в течение лета 1918 года.
Fokker Dr.I страдал также и от других недостатков. Выполненная из низкокачественных материалов кабина была тесной, а обзор из неё во время взлёта и посадки был ограничен. Близкое расположение пилота к затыльникам пулемётов в сочетании с недостаточностью мер по снижению их травмоопасности в аварийных ситуациях приводило к серьёзным травмам головы пилота в случае аварийной посадки.

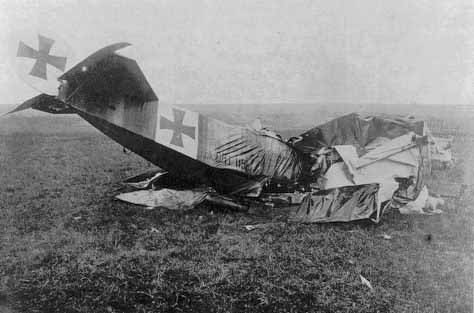
Разбившийся триплан Генриха Гонтермена (серийный номер 115/17)

##### Проблемы прочности конструкции
29 октября 1917 года пилотируемый лейтенантом запаса Генрихом Гонтерменом из эскадрильи Jasta 15 триплан разрушился прямо в воздухе во время выполнения фигур высшего пилотажа. Гонтермен был смертельно ранен в результате аварийной посадки. Спустя два дня лейтенант запаса Гюнтер Пастор из эскадрильи Jasta 11 погиб в результате разрушения самолёта во время горизонтального полёта. Инспекция разбившихся самолётов показала, что крылья имели проблемы с качеством сборки. Осмотр самолётов с большим налётом подтвердил эти выводы. 2 ноября 1917 полёты всех остальных трипланов были остановлены в ожидании результатов расследования, показавшего, что некачественные материалы и отсутствие гидроизоляции приводило к повреждению конструкции крыла влагой, разрушению нервюр и отсоединению элеронов во время полёта.
Получив результаты расследования, инженеры компании Fokker улучшили контроль качества на производственной линии, в частности, была внедрена лакировка лонжеронов и нервюр крыльев для борьбы с воздействием влаги. Были также усилены нервюры и крепление к ним вспомогательных лонжеронов. Существующие трипланы были отремонтированы и модифицированы за счёт Fokker. После испытания модифицированного крыла трипланы были возвращены на службу 28 ноября 1917 года. Производство возобновилось в начале декабря. К январю 1918 года эскадрильи Jasta 6 и 11 были полностью оснащены трипланами. 14 эскадрилий использовали Dr.I в качестве основного самолёта. Пик использования Dr.I на войне пришёлся на конец апреля 1918 года, когда в состав эскадрилий на Западном фронте входили около 170 самолётов.
Несмотря на внедренные корректирующие мероприятия, самолёты Fokker Dr.I продолжали страдать от разрушения крыльев. 3 февраля 1918 года лейтенант Ханс Йоахим Вольф из эскадрильи Jasta 11 успешно приземлился после повреждения верхней кромки и нервюр крыла. 18 марта 1918 года на самолёте штаффель-фюрера эскадрильи Jasta 11 Лотара фон Рихтгофена произошло разрушение передней кромки верхнего крыла во время боя с Sopwith Camel из 73-й эскадрильи и Bristol F.2 Fighter из 62-й эскадрильи. Рихтгофен был тяжело ранен в результате аварийной посадки.

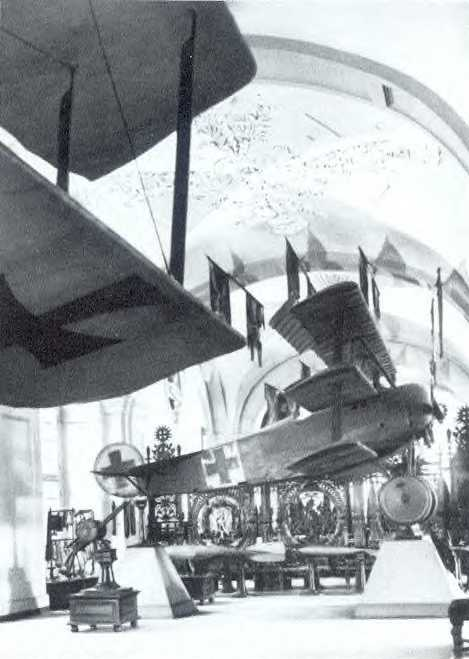
Fokker Dr.I (152/17) на выставке в Цейхгауз

Хронические структурные проблемы триплана перечеркнули любые перспективы крупных заказов. Производство Dr.I завершилось в мае 1918 года после постройки только 320 самолётов. Dr.I были выведены из эксплуатации с линии фронта, вместо них в июне в части поступил Fokker D.VII. Эскадрилья Jasta 19 осталась последним боевым подразделением, полностью оснащённым Dr.I. Несколько эскадрилий, таких, как Jasta 8 и Jasta 6, также сохранили эти самолёты на вооружении до конца войны.
Многие выведенные из боевой эксплуатации самолёты, несколько из которых были ремоторизованы с использованием двигателя Goebel Goe.II мощностью 100 л. с., были сосредоточены в лётных школах в Нивеле и Валансьене. После объявления перемирия пилоты союзников имели возможность протестировать некоторые из них и сочли их манёвренные характеристики впечатляющими.

## После войны
Послевоенные исследования показали, что некачественные материалы и производственные дефекты были не единственной причиной разрушения крыльев. В 1929 году исследования Национального Консультативного Комитета по Воздухоплаванию (NACA) показали, что верхнее крыло имело коэффициент подъёмной силы значительно выше, чем нижнее. Этот эффект усугублялся с ростом скорости - на скоростях, близких к максимальной, разница могла составлять до 2,55 раза. Как следствие, на высоких скоростях на конструкцию самолёта действовали очень высокие нагрузки на растяжение в вертикальном направлении.
Триплан Dr.I с серийным номером 528/17 был сохранён в качестве стенда в Германском Институте воздухоплавания в Адлерсхофе. После того, как его использовали в съёмках двух фильмов, самолёт, как считается, был потерян в аварии в конце 1930-х годов.
Другой Fokker Dr.I с серийным номером 152/17, в котором Манфред фон Рихтгофен одержал три победы, был показан на выставке в Цейхгаузе. Этот экземпляр был уничтожен в результате бомбардировок Союзников во время Второй мировой войны.
В настоящее время лишь несколько оригинальных частей Dr.I сохранились в музеях.

## Реплики самолета
Поскольку ни один оригинальный Dr.I не сохранился до наших дней, было построено большое количество летающих и нелетающих реплик. В 1932 году Fokker построил Dr.I из запасных частей различных самолётов. Этот самолёт появился в фильме «D III 88» в 1939 году. Bitz Flugzeugbau GmbH построила две реплики Dr.I для использования в фильме 1966 года «Голубой Макс» киностудии 20th Century Fox.
С апреля 1994 года в Национальном музее Военно-воздушных сил на базе ВВС США Райт-Паттерсон выставлена для всеобщего обозрения реплика Fokker Dr. I, окрашенная в схему, аналогичную самолёту, на котором летал лейтенант Артур Капп в эскадрилье Jagdstaffel 19 в апреле 1918 года.
Большое количество реплик самолётов были построены для частных коллекций и музеев. В связи с дефицитом подлинных ротативных двигателей, для постройки большинства летающих реплик использованы двигатели Warner Scarab или Continental R-670; несколько, однако, были оснащены оригинальными двигателями Le Rhône 9J или копией Oberursel Ur.II.

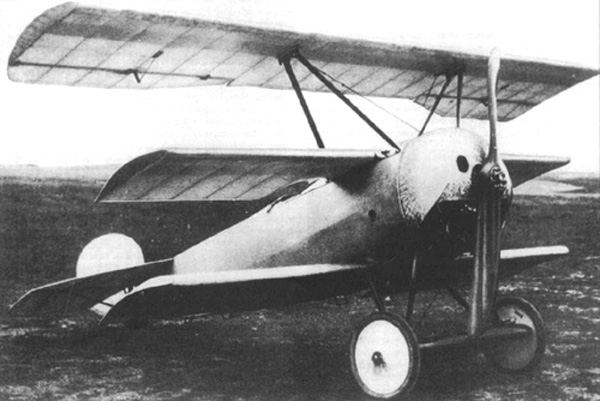
Прототип V.4

## Версии
- V.3 — Первоначальный прототип
- V.4 — Первый промышленный образец
- V.5 — Прототип с двигателем Goebel Goe.III
- V.6 — Увеличенный прототип с двигателем Mercedes D.II
- V.7 — Прототип с двигателем Siemens-Halske Sh.III
- V.10 — Прототип с двигателем Oberursel Ur.II

## На вооружении
Германская Империя
- Имперские военно-воздушные силы Германии

## Тактико-технические характеристики
Источник данных: см. Литература

Технические характеристики
- Экипаж: 1
- Длина: 5,77 м (18 футов 11 дюймов)
- Размах крыла: 7,20 м (23 футов 7 дюймов)
- Высота: 2,95 м (9 футов 8 дюймов)
- Площадь крыла: 18,70 м² (201 футов²)
- Масса пустого: 406 кг (895 фунтов)
- Масса снаряжённого: 586 кг (1292 фунтов)
- Силовая установка: 1 × Oberursel Ur.II, 9-цилиндровый ротативный двигатель (некоторые самолёты были оснащены двигателем Le Rhône 9)
- Мощность двигателей: 1 × 110 л. с. (1 × 82 кВт)

Лётные характеристики
- Максимальная скорость: 185 км/ч
- Крейсерская скорость: 140 км/ч
- Скорость сваливания: 72 км/ч
- Практическая дальность: 300 км
• Время в полете: 1 час 30 минут
- Практический потолок: 6095 м
- Скороподъёмность: 5,7 м/с

Вооружение
- Стрелково-пушечное: 2 × 7,92 мм MG-08

## Схемы окраски Dr.I

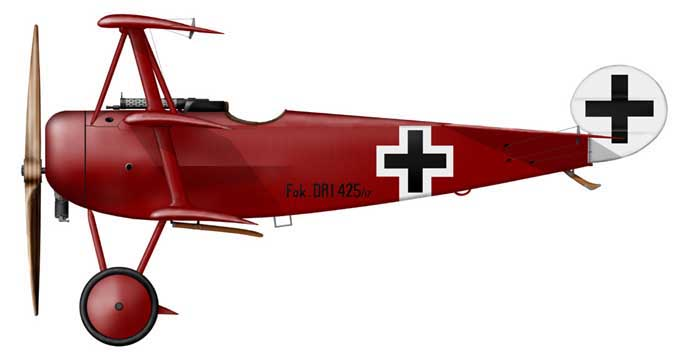
Fokker Dr.I Манфреда фон Рихтгофена
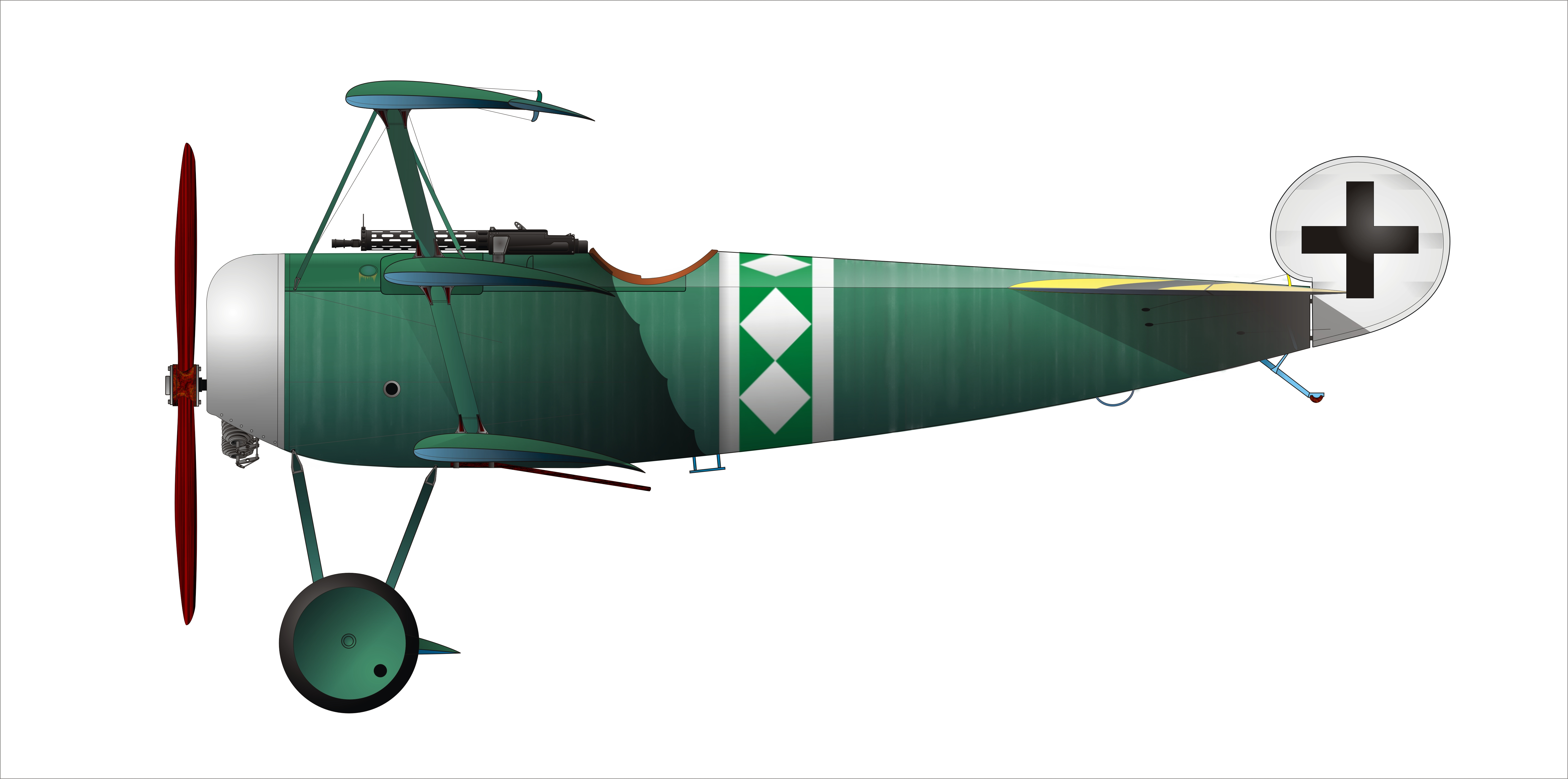
Fokker DR.I лейтенанта Ганса Мартина Пиппарта, эскадрилья Jasta 19
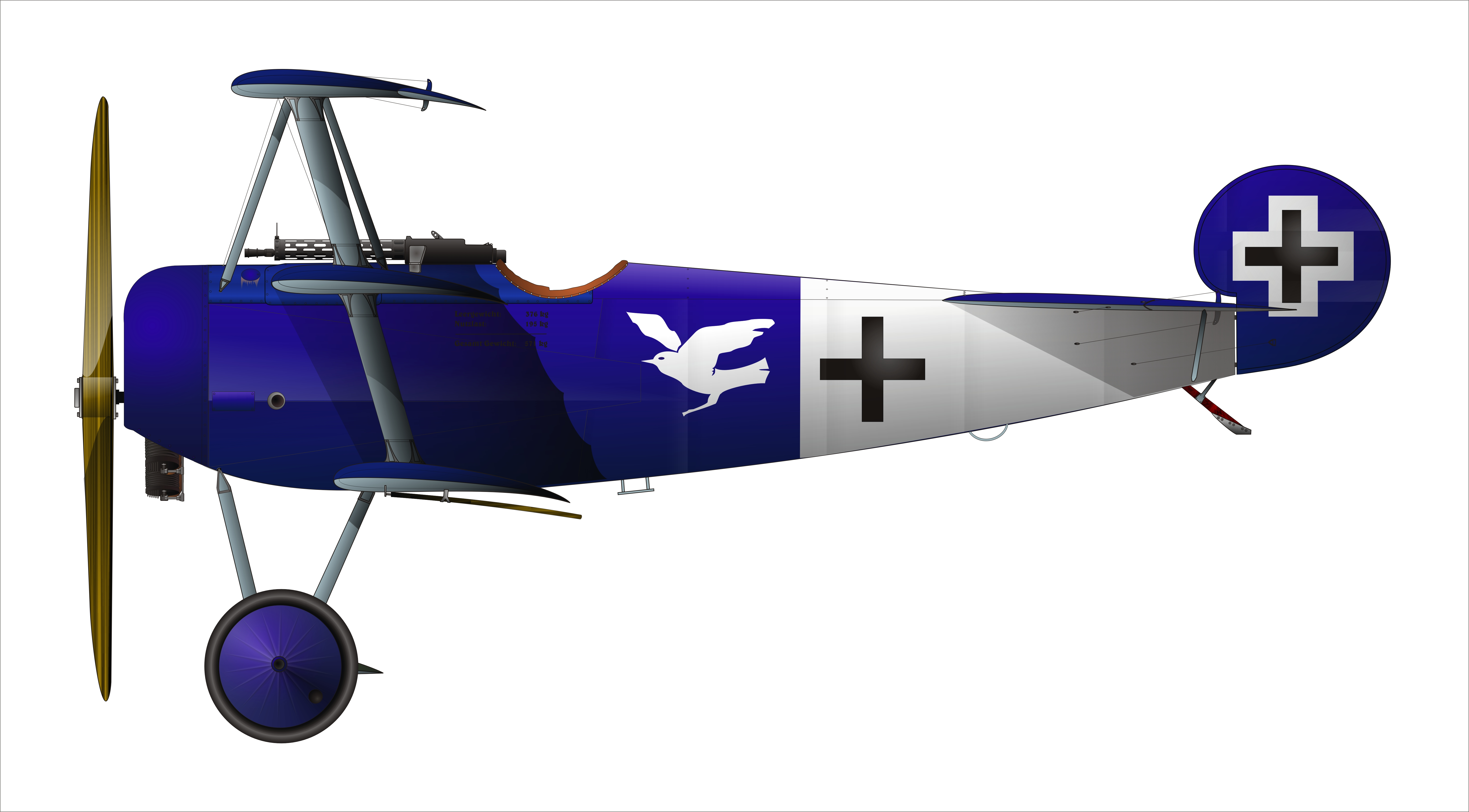
Западный фронт 1918 года
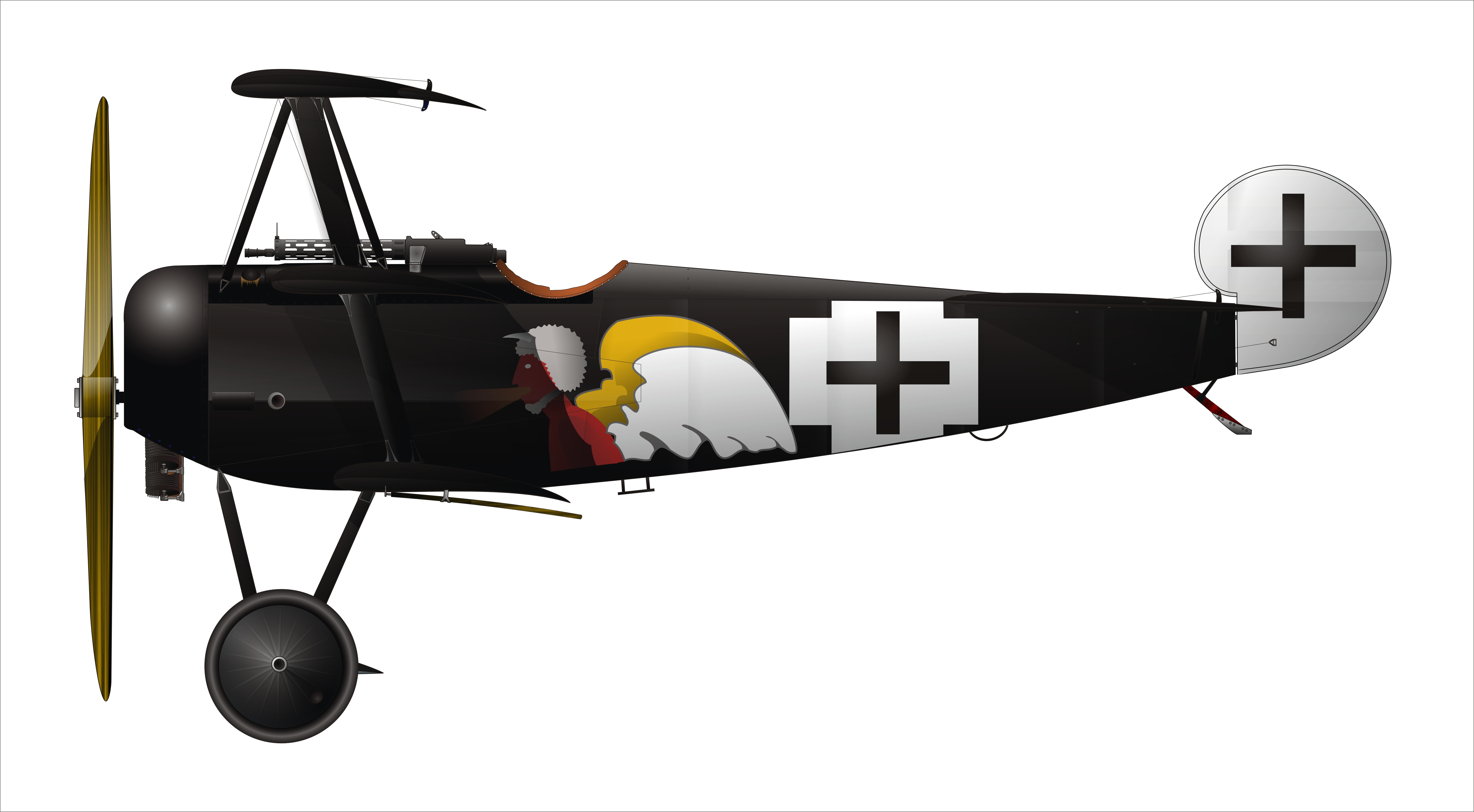
Fokker Dr.I лейтенанта Джозефа Якобса, эскадрилья Jasta 7
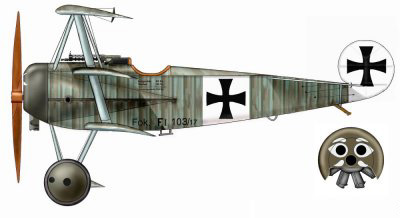
Fokker F.I лейтенанта Вернера Фосса в его последнем бою

## Фотографии Dr.I

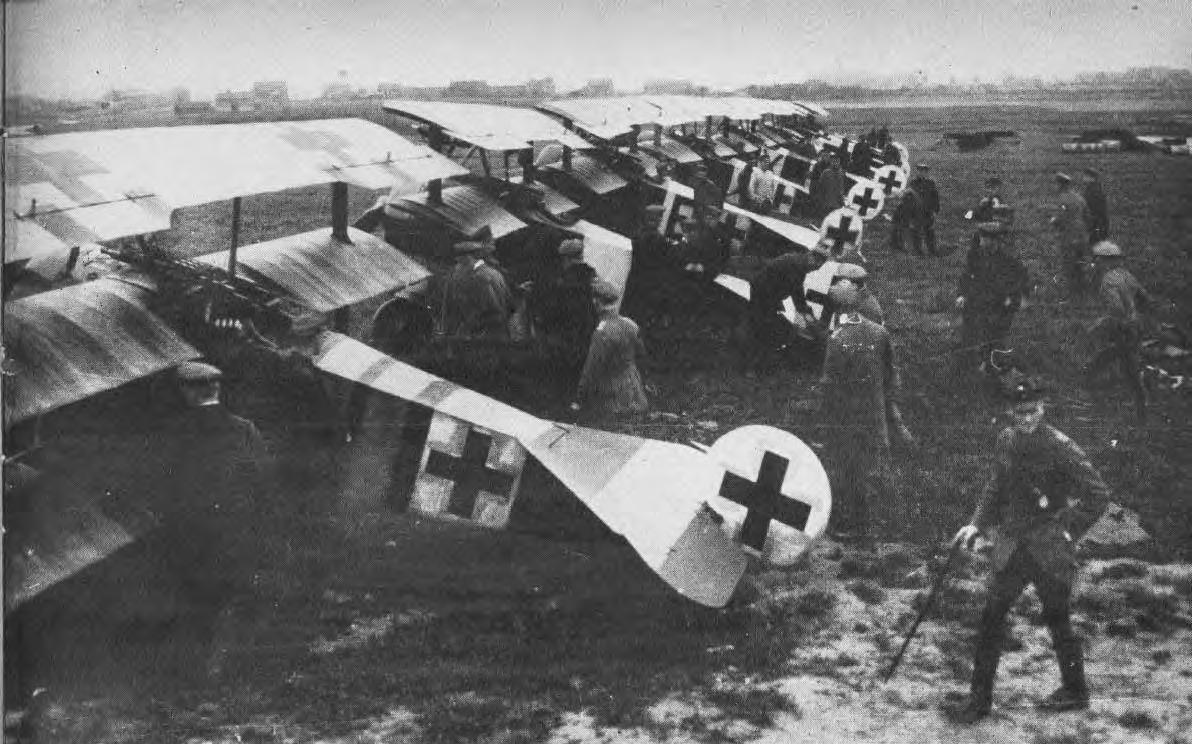
Эскадрилья Jasta 26
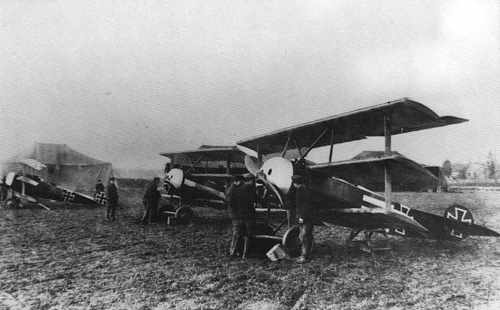
Эскадрилья Jasta 12
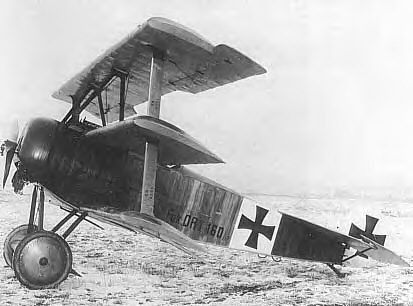
Fokker Dr.I
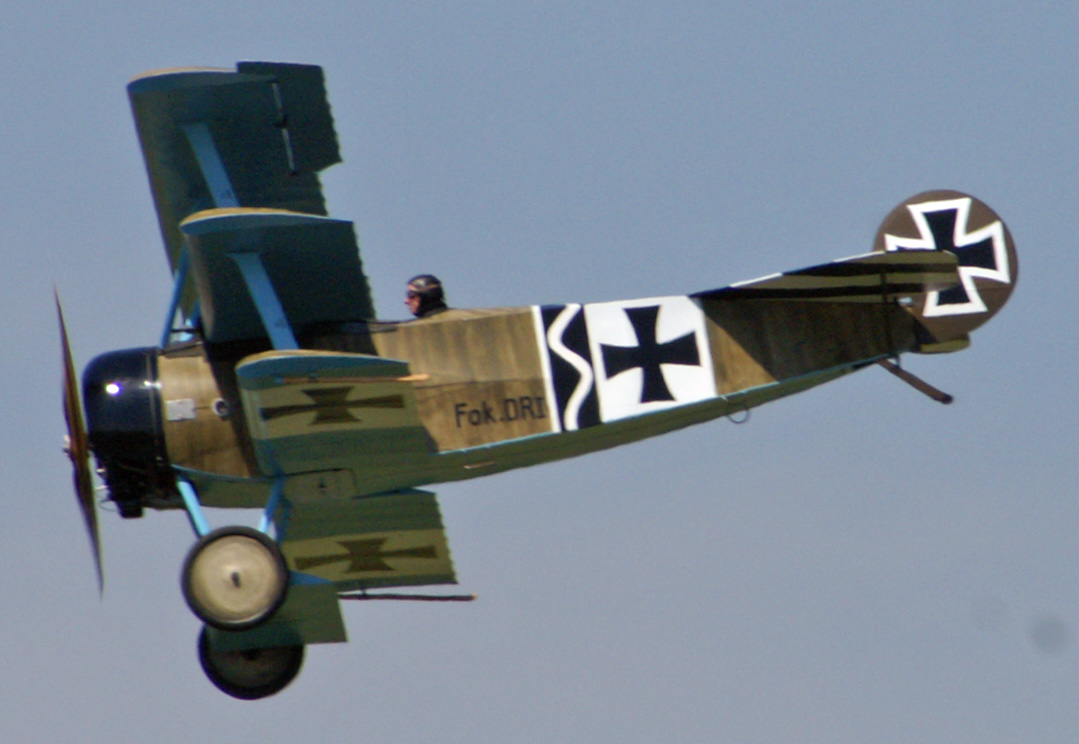
Авиационное шоу в Биггин Хилле
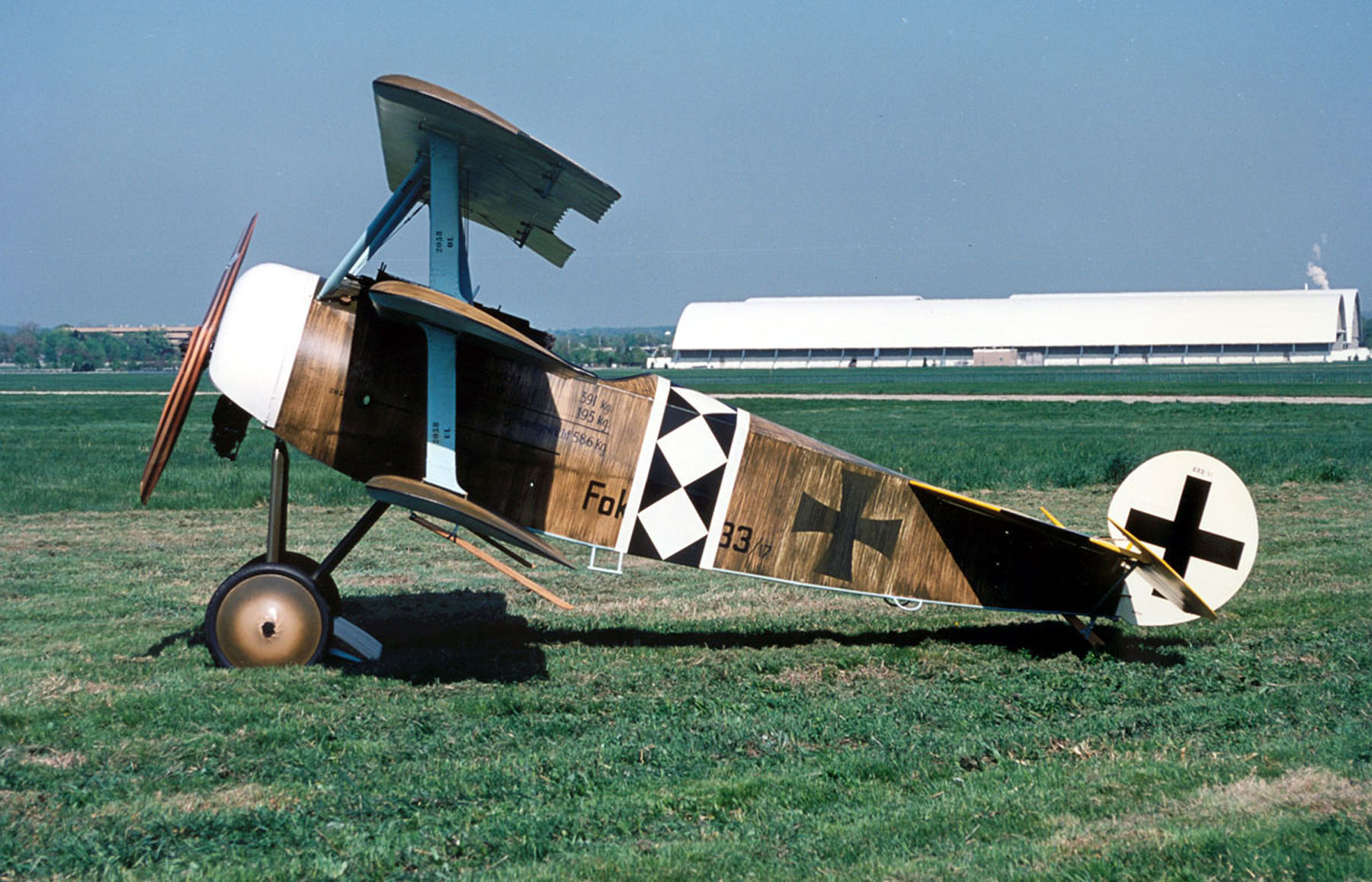
Реплика Fokker Dr.I в Национальном музее Военно-воздушных сил США
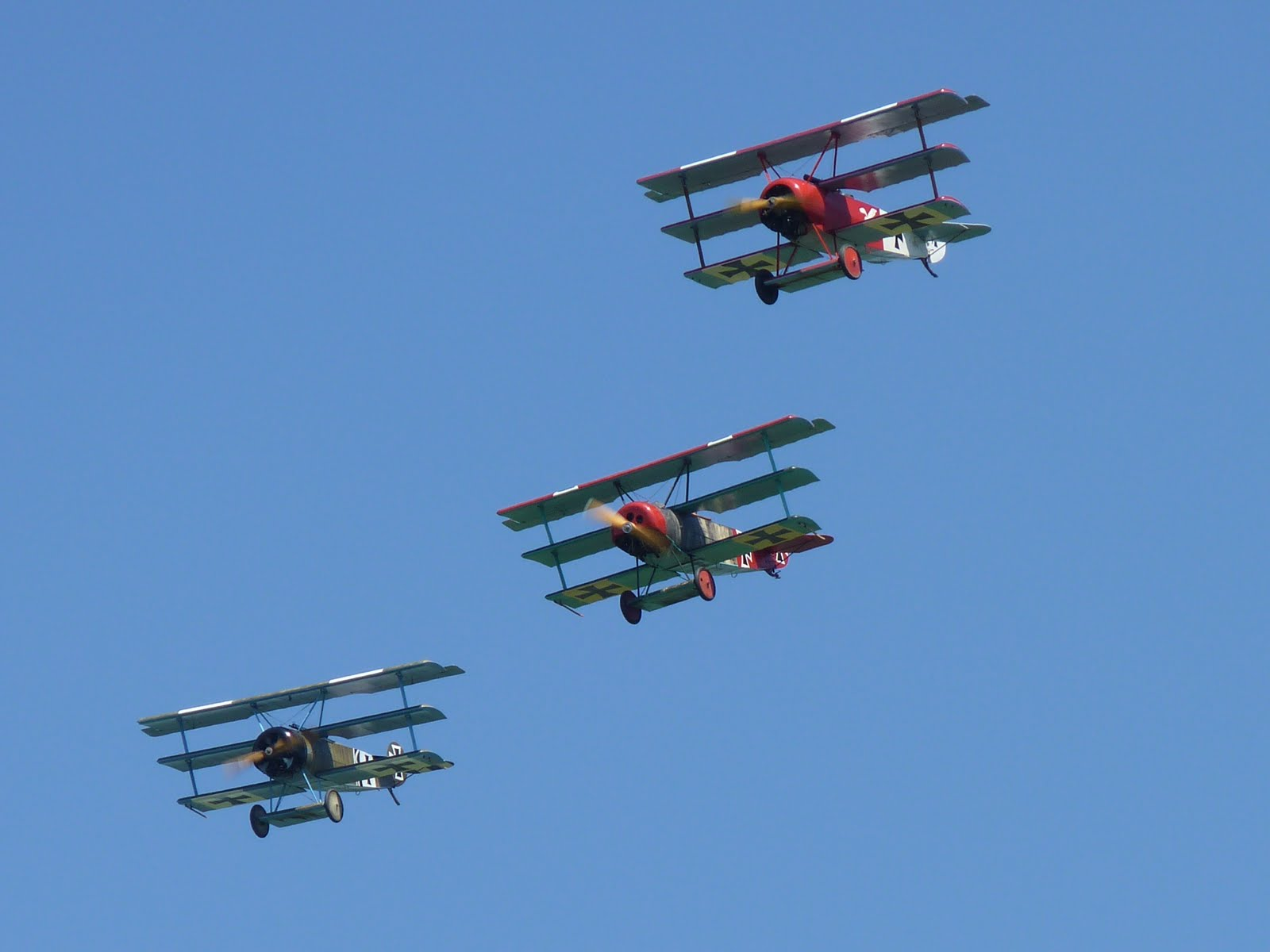
Авиационное шоу Meeting de la Ferté Alais